# Philippe Tuitoga
Philippe Tuitoga est un joueur français de volley-ball, né le 18 décembre 1990, à Vitry-sur-Seine (Val-de-Marne). Il mesure 1,98 m et joue central. Il totalise 30 sélections en équipe de France.

## Biographie
Après avoir joué au handball jusqu'à l'âge de 16 ans, il signe sa première licence de volley-ball, à 18 ans, à Ivry-sur-Seine. Il joue les deux saisons suivantes au CNM Charenton, puis intègre l'effectif du Paris Volley, d'abord en équipe réserve, et ensuite en équipe première, à partir de 2012. Il devient Champion de France de beach-volley universitaire en 2013, avec son coéquipier de Paris, Marc Vautier, pour le compte de l'Université Paris-Diderot.
Il éclate au plus haut niveau, lors de la saison 2013/2014, avec le Paris Volley. Il enchaîne les excellentes performances durant celle-ci, en atteignant les finales de la Coupe de France et du Championnat de France et remporte la Coupe de la CEV. Il rejoint les Spacer's Toulouse lors de l'intersaison.

## Clubs
| Club              | De        | À         |
| ----------------- | --------- | --------- |
| Paris Volley      | 2012-2013 | 2013-2014 |
| Spacer's Toulouse | 2014-2015 | 2015-2016 |
| Nice VB           | 2016-2017 | 2016-2017 |
| Nantes-Rezé MV    | 2017-2018 | 2018-2019 |
| Rennes Volley 35  | 2019-2020 | 2023-2024 |
| Cambrai Volley    | 2024-2025 |           |

## Palmarès
Beach-volley
- Masters de Saint-Lunaire
  - Finaliste : 2019.
  - Vainqueur : 2020

Volley-ball

### En sélection nationale
- Ligue mondiale (1)
  -  : 2015.

### En club
- Coupe de la CEV (1)
  - Vainqueur : 2014.
- Championnat de France
  - Finaliste : 2013, 2014.
- Coupe de France
  - Finaliste : 2014.
- Supercoupe de France (1)
  - Vainqueur : 2013.

### Distinctions individuelles
Néant